# Moujik

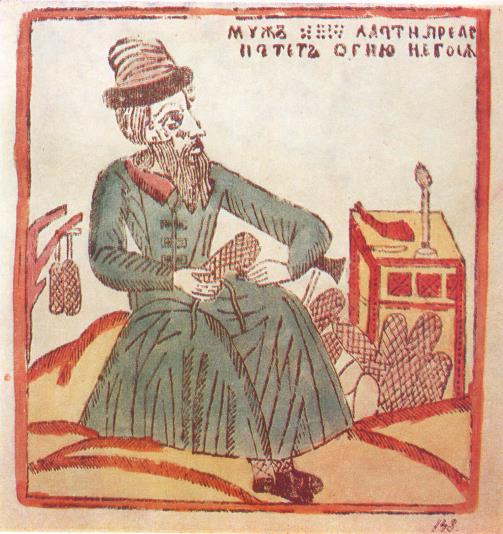
Un moujik fabriquant des laptis. Dessin du XVIII.

Un moujik (du russe Муж [muʒ] signifiant homme) était un paysan de rang social peu élevé dans l'Empire russe, comparable à un serf. 

## Étymologie
En français, le mot est connu depuis le XVIIIe siècle et a connu différentes orthographes : « mouzik » ou « mousique ».
Au XIXe siècle, en France, certains auteurs utilisent ce mot pour désigner un paysan aussi bien qu'une paysanne.

## Historique

### Dans l'ancienne Russie
Dans l'ancienne Russie, les moujiks étaient, au contraire des esclaves (kholopi), des hommes libres, mais le terme « moujik » avait déjà une connotation méprisante, désignant des demi-hommes (polylioudi), par opposition aux guerriers (polnylioudi), qu'ils avaient le devoir de faire vivre, cultivant pour eux les terres en échange d'un salaire. Cependant, les moujiks n'étaient pas attachés à un maître ni à une terre : ils avaient le droit de libre service (de choisir chez qui ils allaient servir), ainsi que le droit de libre passage, garantie du premier droit. Ce droit ne pouvait s'exercer que pendant la quinzaine entourant le 26 novembre, jour de la Saint-Georges.
En 1593, Fédor Ier mit fin au droit de libre passage des moujiks, et établit ainsi indirectement leur servage.

### Sous l'Empire russe
Pour un article plus général, voir Servage en Russie.

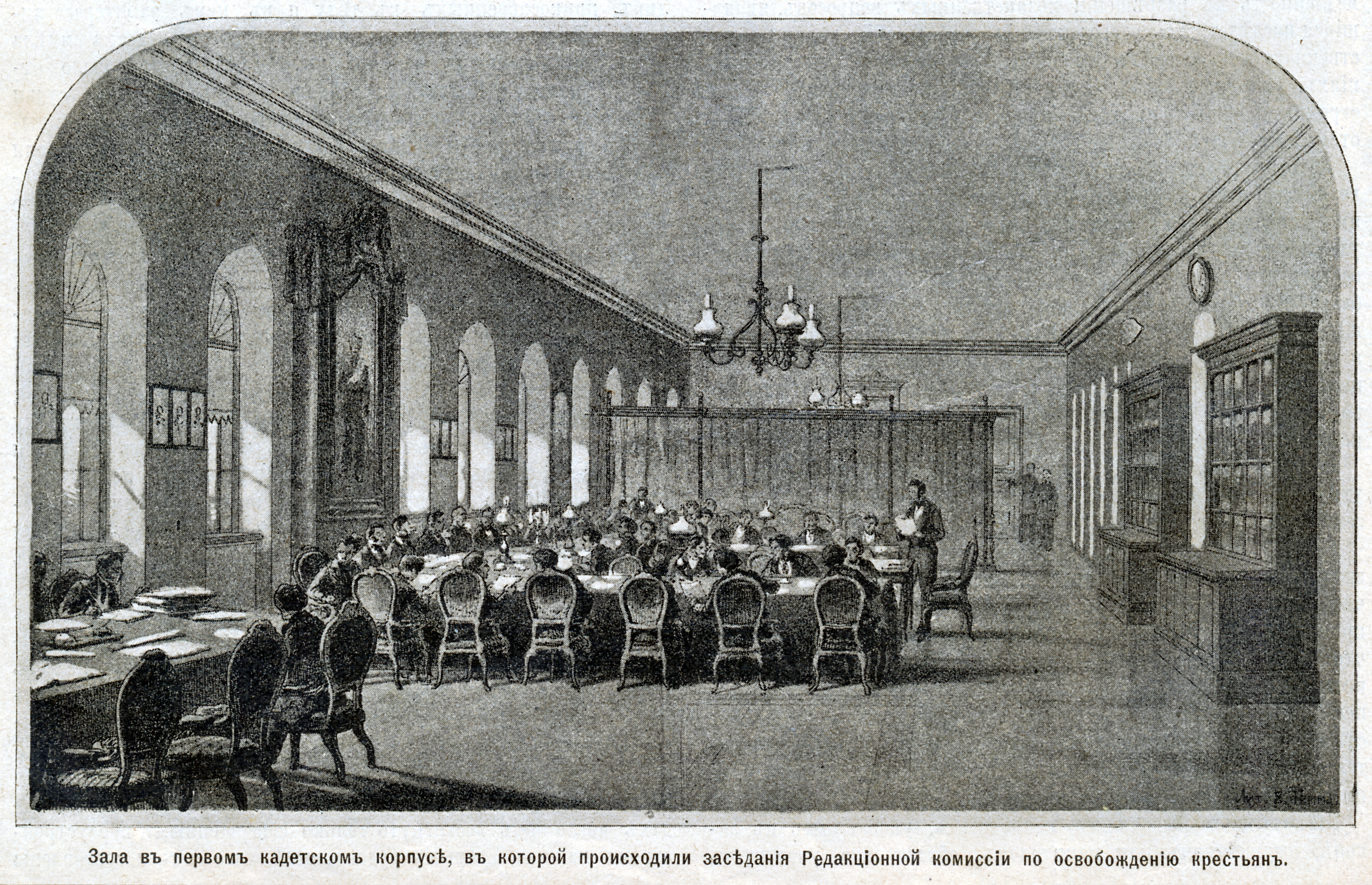
Réunion de la commission pour l'abolition du servage. Gravure de 1901.

Dans un premier temps, l'Empire russe renforce le servage des moujiks, notamment par les oukazes de 1760 et 1765, qui interdisent au moujik le recours à un tribunal ou à l'aide des forces de l'ordre, puis confèrent à leurs maîtres le droit de leur imposer des travaux forcés en Sibérie.
Le servage du moujik se prolongea jusqu'en 1861, où il fut aboli par Alexandre II. L'Empire russe compte alors 50 millions de moujiks, soit plus de 80 % de la population. Le manifeste du 19 février 1861 accorde aux moujiks la propriété de la terre sur laquelle ils travaillent, à condition de la racheter à leur maître, et aux moujiks ne travaillant pas une terre, la liberté de circulation. Cependant, ce rachat nécessite la plupart du temps un échelonnage sur plusieurs années, ce qui provoque la déception des moujiks.

#### Après l'abolition du servage
L'abolition du servage de 1861 voit une multiplication des catégories sociales dans la paysannerie russe. Cette catégorisation vague prendra une importance cruciale après la révolution bolchévique dans la mesure où elle servira de jauge pour estimer l'origine sociale « saine » ou « malsaine » des individus. L'historien Nicolas Werth relève ainsi les quatre catégories suivantes :
- les batraks (батрак) ouvriers agricoles ;
- les bedniaks (бедняк) : paysans pauvres ;
- les seredniaks (середняк) : paysans moyens ;
- les koulaks (кулак) : paysans aisés.

Si politiquement, l'abolition du servage n'a pas de conséquence notable, trois effets majeurs en découlent : une économie plus prospère due au travail plus efficace des moujiks sur leur terre, une plus grande responsabilité de la population, et une montée de l'individualisme, marquée notamment par l'installation des jeunes ménages en dehors de la maison familiale.

#### Révolution de 1905
Même si la révolution de 1905 eut principalement lieu dans les villes, les moujiks y prirent une part active, notamment par une mainmise sur les terres des propriétaires, sur le blé, le bétail et les foins, des grèves, et le refus de fournir des recrues à l'armée, de payer les impôts ou les dettes. Plus de 2 000 maisons de propriétaires furent détruites.

### Pendant la Révolution

#### Révolution de 1917
Les améliorations consécutives à l'abolition du servage de 1861, à la révolution de 1905 et aux réformes de Nicolas II n'ont pas suffi à garantir aux moujiks suffisamment de terres, ce qui explique pourquoi ils ont pris une part active à la révolution de 1917.
Le deuxième décret pris par le nouveau pouvoir bolchevik était très attendu par le monde paysan russe, le fameux Décret sur la terre.

#### Guerre civile russe
L’historien Moshe Lewin utilise ce terme pour qualifier la société russe au lendemain de la Guerre civile russe, vers 1921 : la société était « plus moujik que jamais ».

### Sous l'URSS
L'URSS affiche sa volonté d'améliorer le sort des moujiks. 
Dans les faits, le moujik est à nouveau l'objet de mépris et de méfiance, car il aspire potentiellement à la propriété. Les moujiks étaient considérés par Maxime Gorki comme des « petits bourgeois au pire sens du terme, sans aucune culture, sans aucun sens de l’État », et tenus pour la source de tous les maux.

### Utilisation moderne
Dans la Russie actuelle, le mot désigne au sens général, une personne de basse classe sociale. Péjorativement, il peut aussi désigner un Russe moyen. Selon Mariusz Wilk, le mot désigne aussi actuellement un « vrai mec ». Avec cette précision de Wilk, suivant laquelle on n'en trouvera plus bientôt dans les villes que dans les régions les plus profondes de la Russie[pas clair].

## Le moujik dans la littérature
Le moujik fait de nombreuses apparitions dans la littérature russe. Cependant, le moujik n'est pas seulement un élément plus ou moins pittoresque d'une réalité historique ou sociale bien définie.

### Gogol
Le moujik tient une place très particulière dans l'œuvre de Nicolas Gogol (1809-1852). En effet, on retrouve la figure du paysan russe dans ses premiers récits (par exemple, Les Soirées du hameau), mais aussi dans son œuvre maîtresse, Les Âmes mortes, où un escroc tente d'acheter les « âmes » des serfs morts depuis le dernier recensement.
Pourtant, c'est un autre texte de Gogol, Passages choisis d'une correspondance avec des amis (1846), en particulier sa « Lettre à un propriétaire terrien », qui va déclencher une véritable tempête, et justement à propos du jugement qu'il porte sur le paysan russe. Cette lettre sera vertement critiquée par Vissarion Belinski qui rédigera une réponse publique l'année suivante. Gogol, de bonne foi, sera profondément blessé par la réaction de Belinski.
Dans cette fameuse lettre, Gogol s'adresse à un jeune propriétaire et lui donne des conseils quant à la manière de se conduire avec ses paysans, comme leur expliquer que ce n'est pas pour le propriétaire qu'ils travaillent, mais pour se conformer à l'ordre divin, etc. On trouve par exemple cette phrase :

« Tes remarques concernant l'école sont tout à fait justes. Apprendre au moujik à lire pour lui donner la possibilité de lire des petits livres vides de sens qu'éditent pour le peuple les philanthropes européens, ce sont là des bêtises. Avant tout il faut te dire que le moujik n'a pas de temps pour cela. Après son travail, aucun petit livre ne rentrera dans le crâne et de retour à la maison, il s'endormira comme un mort, d'un sommeil de bogatyr. »

— Nicolas Gogol, Lettre à un propriétaire foncier.

### La «moujikophilie[15]»
Le moujik marque surtout le clivage idéologique entre occidentalistes et slavophiles. En effet, si pour les premiers, la Russie doit rattraper son retard en imitant l'Occident, pour les slavophiles, au contraire, le destin de la Russie passe par une voie spécifique. Or, la paysannerie représente l'une des spécificités russes. La tendance de ce mouvement sera d'embellir la situation ou la « grandeur » de cette catégorie sociale. Le populisme russe, en vogue pendant tout le XIXe siècle jusqu'à la Première Guerre mondiale, semble donner raison à cette tendance, que consacrent la littérature et même la peinture. Le culte du « peuple paysan » apparaît par exemple à la fin de Guerre et Paix de Léon Tolstoï ou dans certains textes de Fiodor Dostoïevski. Cette idéalisation est doublement contagieuse : elle touche d'abord l'intelligentsia (dont la « marche au peuple » est assez paternaliste), mais aussi le pouvoir politique suprême, qui se fonde sur le mythe d'un « peuple » loyaliste. 
Selon Alexandre Herzen : « L'homme de l'avenir en Russie, c'est le moujik, de même qu'en France, c'est l'ouvrier. »
Les écrits de Mikhaïl Saltykov-Chtchedrine montrent que l'opinion générale au sujet du moujik s'améliore à la fin du XIXe siècle.
L'écrivain Anton Tchekhov fait aussi partie des opposants à cette idolâtrie du moujik. En 1897, il en donne une peinture impitoyable dans la nouvelle intitulée justement Les Moujiks (aussi connue sous le titre Les Paysans) :

« Il y avait eu durant l'été et l'hiver, des heures et des jours où elle [Olga] avait l'impression que ces gens vivaient plus mal que des bêtes, qu'il était épouvantable de partager leur vie ; ils étaient grossiers, malhonnêtes, sales, intempérants, ne s'entendaient pas, se querellaient sans répit parce qu'ils n'avaient pas de respect les uns pour les autres, se craignaient et se suspectaient mutuellement. Qui tient le cabaret et pousse les gens à boire ? Le moujik. Qui dilapide l'argent de la commune, de l'école, de l'église ? Le moujik. Qui vole son voisin, met le feu à son isba, fait de faux témoignages pour une bouteille de vodka ? Le moujik. Qui, dans les assemblées provinciales et autres, part le premier en guerre contre les moujiks ? Le moujik. »

— Anton Tchekhov, Les Moujiks.
En 1899, dans le récit La Nouvelle Villa, il décrit une communauté paysanne coupée du monde qui chasse la famille d'un ingénieur venu s'établir à proximité, par simple bêtise et sans trop savoir pourquoi. « À Obroutchavano tout le monde a vieilli ; Kozov est mort, chez Rodion il y a encore plus d'enfants qu'avant, le Rouquin s'est laissé pousser une longue barbe rousse. Ils vivent comme avant, misérablement. »